# Windows Media Audio 9 Lossless
Windows Media Audio 9 Lossless — аудіо кодек для стиснення без втрат фірми Microsoft, представлений на початку 2003 року. Остання версія на 2008 рік — 9.2.
Стиснутий цим кодеком аудіо компакт-диск займає від 206 до 411 Мб, при бітрейті звукових файлів від 470 кбіт/с до 1.08 Мбіт/с. Кодек входить до складу пакету Windows Media, використовує розширення файлу .Wma, підтримує 6 дискретних каналів. Офіційно випущений тільки для Windows і Mac OS X.